# Пак, Вера Борисовна
Вера Борисовна Пак (13 ноября 1938, Кунградский район, Каракалпакская АССР — 26 октября 2018, Хива, Узбекистан) — директор Хивинского детского дома № 20 (1985—2015), Герой Узбекистана (2001), заслуженный работник народного образования Республики Узбекистан (1992), государственный и общественный деятель, сенатор Олий Мажлиса (2005—2010).

## Биография
Вера Борисовна Пак родилась 13 ноября 1938 года в Кунградском районе Каракалпакской АССР. После окончания Каракалпакского государственного педагогического института (сейчас Нукусский государственный педагогический институт им. Ажинияза) в 1961 году, работала в средней школе № 3 города Хивы. В 1984—1985 годах занимала должность инспектора по трудовому обучению в Хивинском городском отделе народного образования. В 1985 году была назначена директором Хивинского детского дома № 20, в должности которого пребывала до 2015 года. В 2015 году возглавила Детский городок в Хиве.
Вера Борисовна Пак многократно избиралась членом комитета женщин Узбекистана, членом Республиканского Совета НДПУ, депутатом областного и городского Кенгашей народных депутатов. В 2005 году была избрана сенатором. Как член Сената, входила в группу Олий Мажлиса по сотрудничеству с Национальной Ассамблеей Республики Корея. Являлась депутатом Хивинского районного Кенгаша народных депутатов.
За многолетний добросовестный труд, в 1992 году, Вере Борисовне Пак присвоено звание заслуженного работника народного образования Республики Узбекистан, в 2001 году звание Героя Узбекистана.
Вера Борисовна Пак скончалась 26 октября 2018 года на 80-м году жизни.

## Награды и премии
- Герой Узбекистана (2001)
- Заслуженный работник народного образования Республики Узбекистан (1992)